# Medicinska fakulteta v Mostarju
Medicinska fakulteta (izvirno bosansko Medicinski fakultet u Mostaru), s sedežem v Mostarju, je fakulteta, ki je članica Univerze v Mostarju.